# Ca de bou
El ca de bou és una raça de gos autòctona de Mallorca. Aquest molós està emparentat amb el presa canari. Oficialment, des del 1964, segons la FCI (Federació Cinològica Internacional) es diu Perro de presa mallorquín. Durant la dècada de 1990 se'n van exportar tants exemplars als Estats Units, Rússia, Polònia i Japó que la majoria dels criadors actuals d'aquest gos estan fora de les Illes Balears.
El seu origen no és clar. Segons alguns va ser introduït durant la conquesta de Mallorca, altres hi veuen arrels fenícies. Havia estat utilitzat en les baralles de gossos a Menorca durant l'època britànica. També s'havia utilitzat per guardar la ramaderia bovina.

## Història
El ca de bou es va originar d'encreuaments entre molosos portats a Mallorca, creuats amb gossos nadius de l'illa i de gossos portats pels britànics.
Va sorgir a les Illes Balears, a conseqüència de les baralles que s'organitzaven entre animals, i va arribar a tenir influències en la societat de l'època, ja que els gossos que guanyaven amb més freqüència es van fer populars en contes, històries i cançons de Mallorca. Va ser criat per a la lluita encara que és un excel·lent guardià.
Al principi es va utilitzar com a gos bover, després en espectacles de lluita contra toros i entre gossos. Després quan es van prohibir els combats entre gossos i que la ramaderia desapareixia aquesta raça es va veure delmada. Va ser el 1980 que la raça va començar a recobrar-se de la gairebé extinció, per la seva recuperació es van usar els exemplars més típics de la raça i per actualitzar la seva sang van ser creuats amb el ca de bestiar i en menor proporció amb altres races.

## Descripció

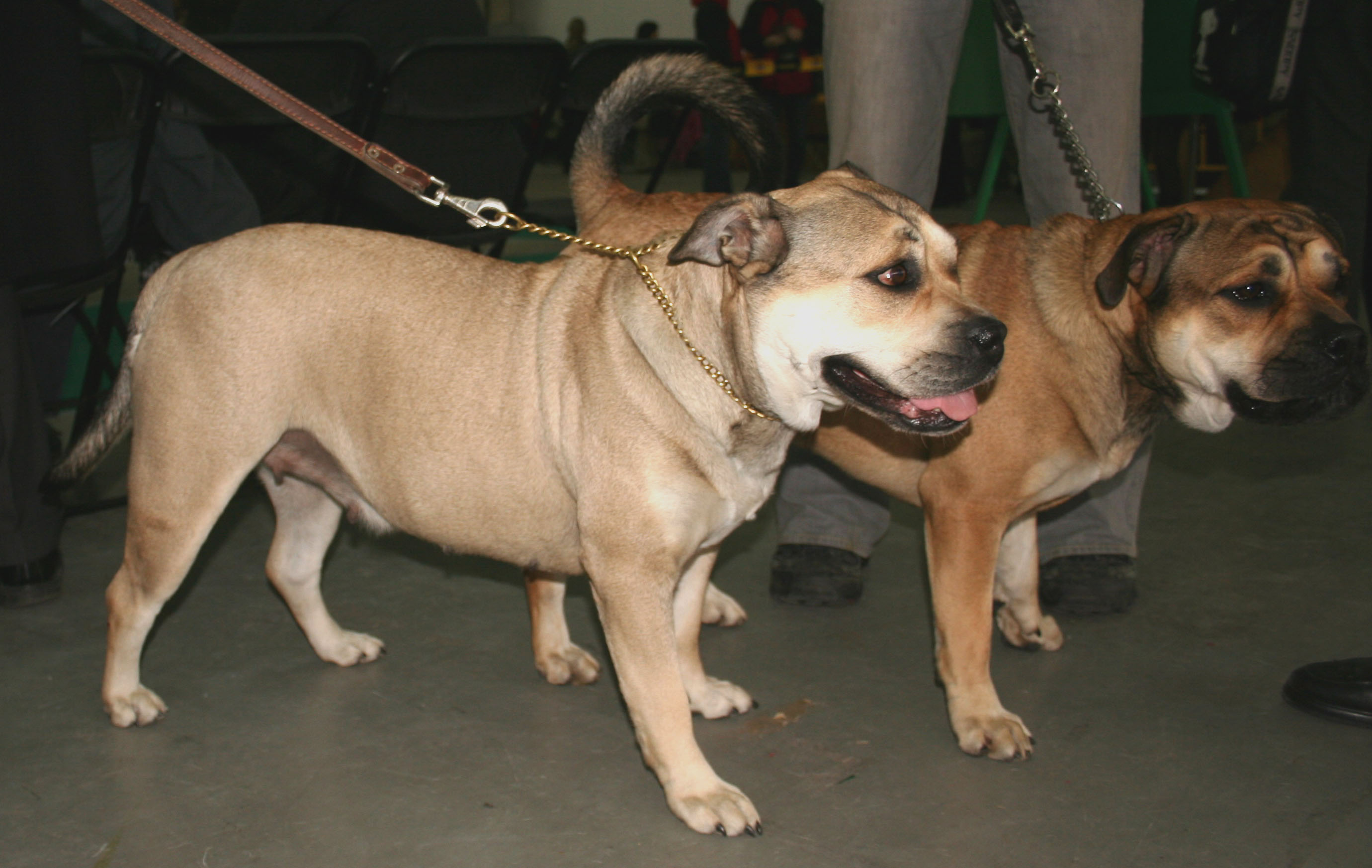
Exemplars de ca de bou.

Té un cap voluminós i massís, el crani és ampli, la depressió naso-frontal del front gairebé no està accentuada i de perfil s'aprecia una mica.
Les orelles són curtes i tirades cap enrere. El cos és massís amb el ventre recollit. La cua arriba als garrons, altrament dit la sofraja. El pèl és curt i aspre. Els mascles adults pesen de 35 a 38 kg i les femelles de 34 a 35 kg. Els mascles adults tenen una alçada de 55–58 cm, i les femelles de 52 a 55 cm.
Els ulls són ovalats i una mica oblics, pel que fa al color com més fosc millor. El pelatge és curt i aspre. Els colors preferits per ordre són el tigrat, el lleonat i el negre. En el tigrat es prefereixen els tons foscos i en els lleonats els matisos intensos. Les taques blanques són admeses en els membres anteriors, en el pit i tolerades fins a un màxim del 30% de la superfície del cos. La màscara negra és igualment admesa.

## Caràcter
És un gos pacífic, tranquil, molt sociable i obedient, adaptable en viure a la llar si es deixa fer exercici. És un gos afable, extremadament afectuós amb els seus amos, fidel al seu amo, si se l'educa ferm i dolçament alhora. És una raça obedient i insubornable, són excel·lents vigilants de propietats i persones. Borda poc i és de caràcter equilibrat. Segur d'ell mateix es mostra dissuasiu amb els intrusos sense cap agressivitat gratuïta. Pot mostrar-se dominant cap als seus congèneres del mateix sexe. La femella té tendència a ser més manejable que el mascle. Pot viure en un pis si se li dedica temps i se li dona l'oportunitat d'exercitar-se regularment.

## Manteniment
El Ca de bou és un gos reservat i desconfiat amb els estranys. Posseeix una adaptació extraordinària, però no és un gos que pot tenir qualsevol persona. La seva educació i socialització han de ser iniciades al més aviat possible, ja que la raça és naturalment dominant. La cura del pelatge és un simple raspallat setmanal i una neteja regular de les orelles i dels ulls. És un gos rústic que s'adapta bé als canvis de temperatura i suporta bé les inclemències del temps.

## Utilitat
Gos bover adaptat al clima, guardià del bestiar i de les propietats. També és excel·lent com a animal de companyia.

## Pros
- Insubornable guardià.
- Intel·ligent i fidel.
- Fort i àgil.

## Mesures orientatives
- Pes: 36 kg
- Alçada a la gropa: 58 cm
- Alçada a la creu: 56 cm
- Perímetre toràcic: 78 cm
- Circumferència del cap: 59,5 cm
- Distància occipital al naixement de la cua: 73 cm
- Distància de l'occipital al musell: 22 cm
- Distància del musell a la depressió frontal: 8 cm

## Defectes i faltes desqualificants
- Criptoquírdia o monorquídia.
- Orelles o cua amputades.
- Color blanc en més del 30%.
- Taques de qualsevol coloració.
- Ulls de colors no permesos.
- Excessiva timidesa.
- Enognatisme.

## Defectes greus
Exclouen per a la qualificació d'excel·lent
- Exemplars que l'alçada a la creu resulti superior a la gropa.
- Prognatisme superior a 1 cm.
- Cua tipus Bulldog.
- Que no presentin orelles en rosa, és a dir, orelles enganxades i planes a la cara, i orelles alçades a la base, tot i ser en rosa en el seu terç final.
- Mossegada en tisora.
- Manca de dos premolars.
- Qualsevol altra falta que per la seva gravetat, s'aparti de l'estàndard.

## Galeria d'imatges

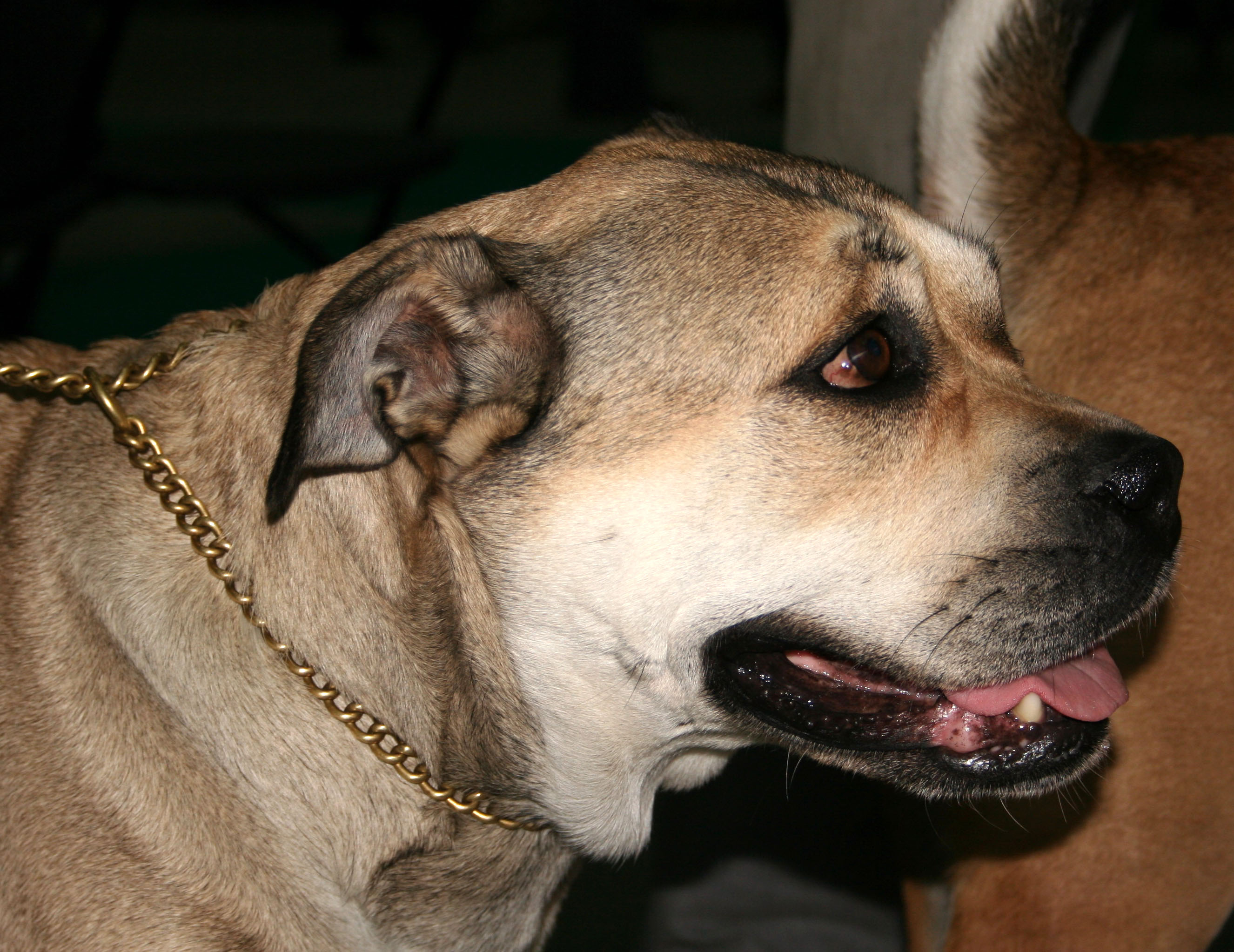
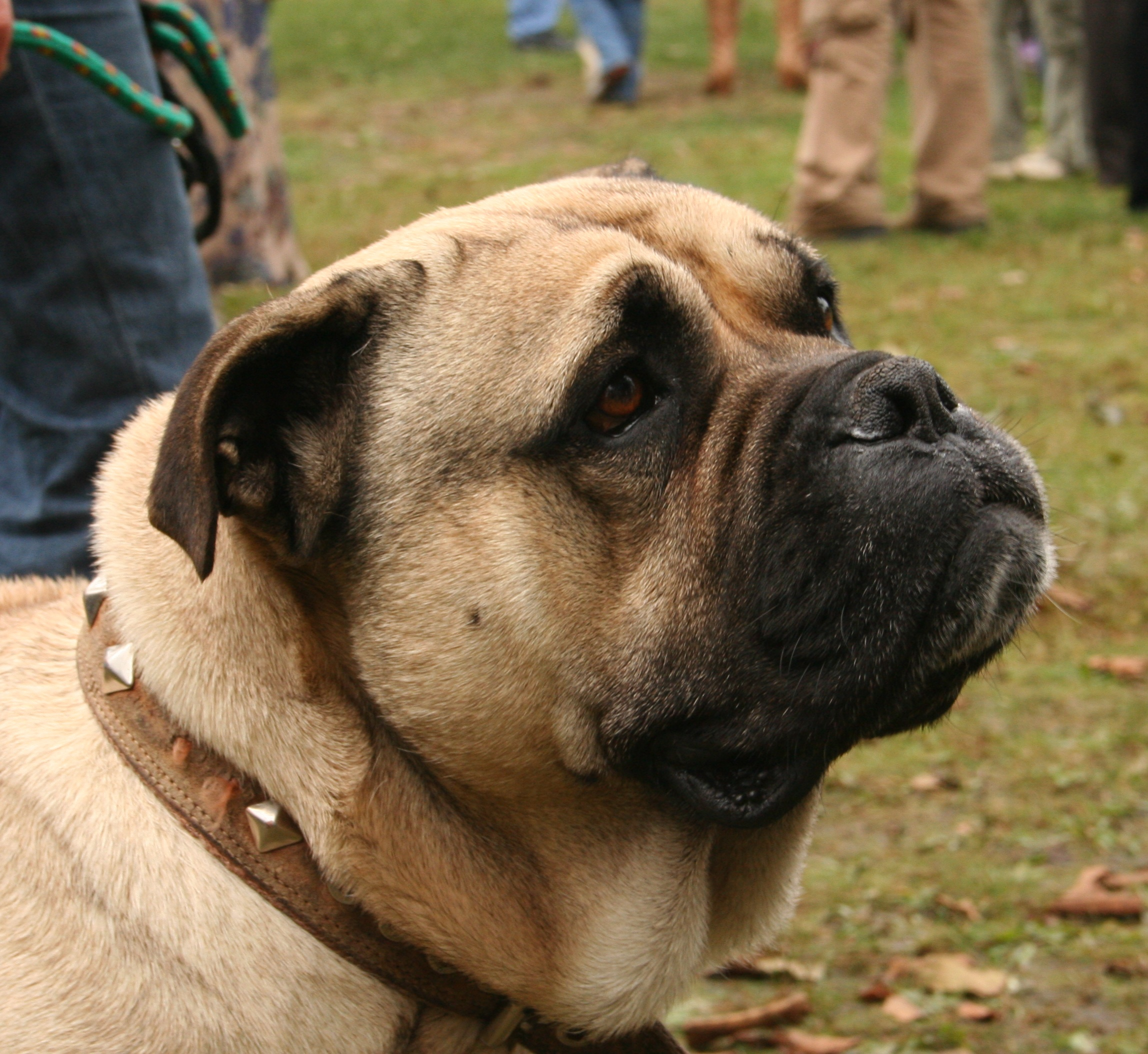
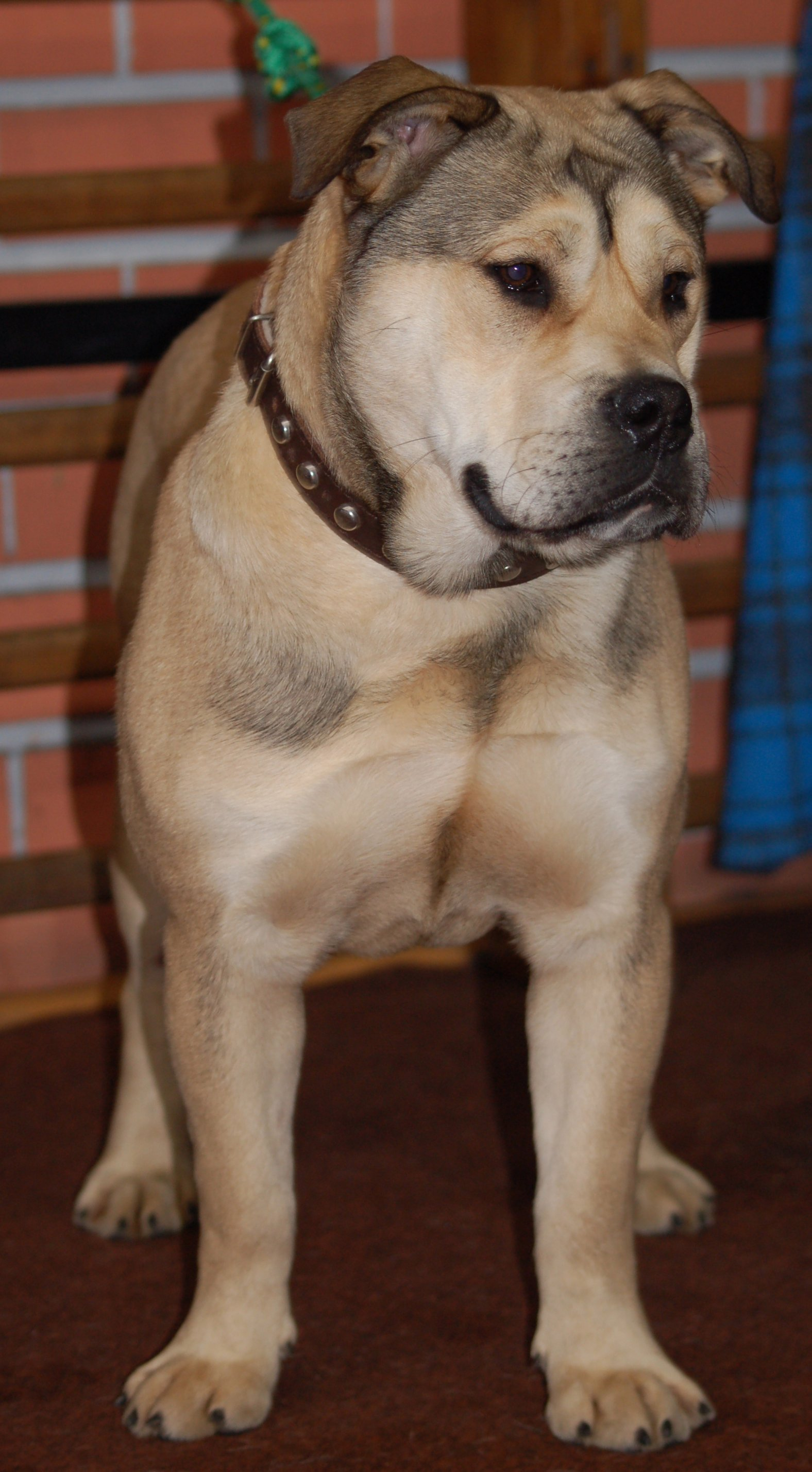
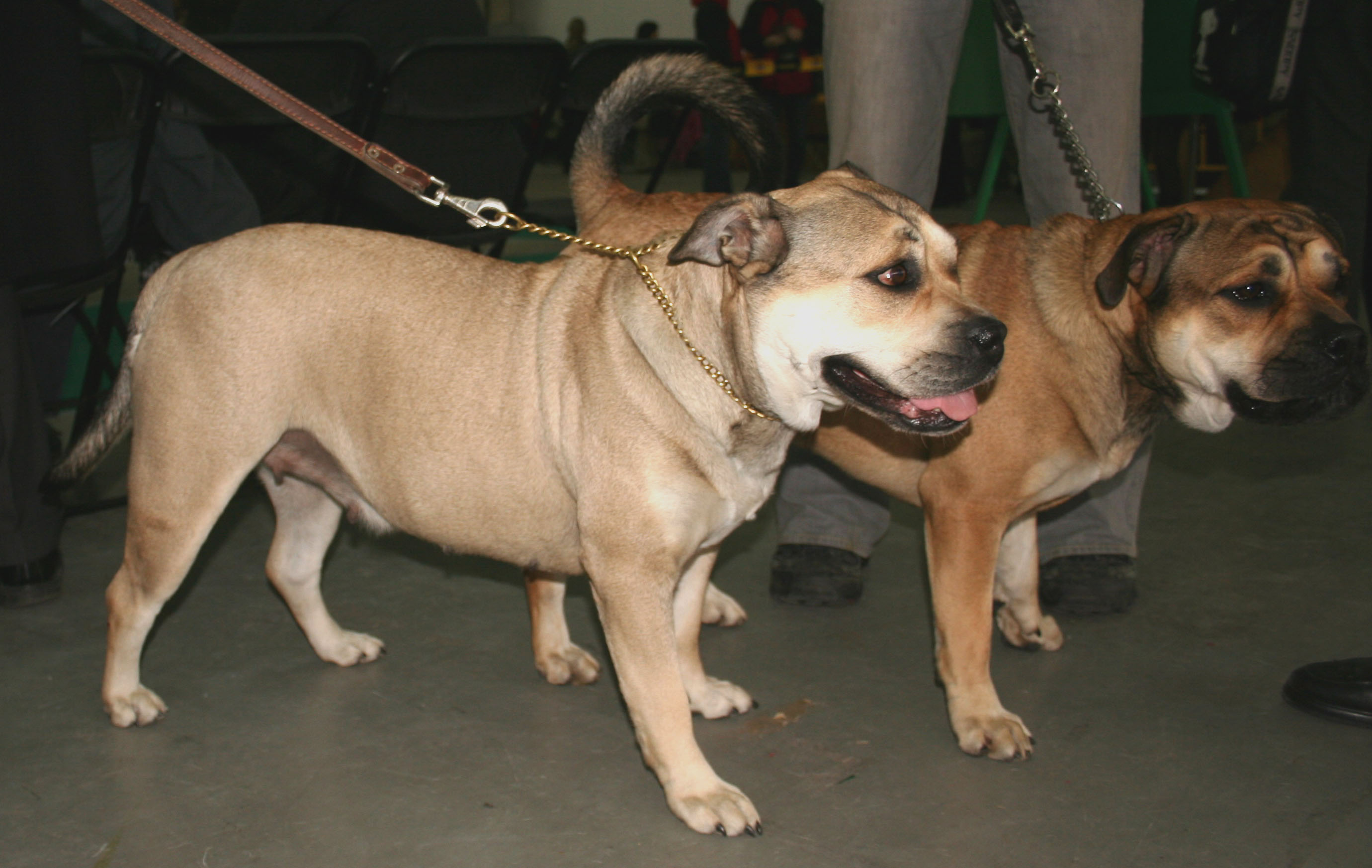